# Renārs Uščins
Renārs Uščins (Cēsis, 2002. április 29. –) Lettországban született német válogatott kézilabdázó, a TSV Hannover-Burgdorf játékosa.
Édesapja, korábbi lett válogatott kézilabdázó, Armands Uščins.

## Pályafutása

### Klubcsapatokban
Uščins 2005-ben érkezett családjával Németországba, amikor édesapja Dessau-Roßlau város csapatának játékosa lett. Hat évesen itt kezdett kézilabdázni, majd 13 éves korában az SC Magdeburg utánpótláscsapatába került. 2021-ben fél évre kölcsönben a Bergischer HC-hoz szerződött és bemutatkozott a német első osztályban. Ezután visszakerült a Magdeburghoz, de a következő szezonban csak egy mérkőzésen kapott lehetőséget az első csapatban. 2022-ben lett a szintén a Bundesligában szereplő TSV Hannover-Burgdorf játékosa. Velük hatodik helyen végzett a bajnokságban, és ezután a Európa-ligában is bemutatkozhatott.

### A válogatottban
Tagja volt az ifjúsági német válogatottnak, amely győzni tudott a 2021-es ifjúsági Európa-bajnokságon. A döntőben Uščins volt csapata legeredményesebb játékosa és a torna All-Star csapatába is bekerült. 2023-ban a junior világbajnokságon szintén aranyérmes lett.
A felnőttválogatottban 2023 áprilisában mutatkozott be. Első felnőtt világversenye a 2024-es Európa-bajnokság volt. A párizsi olimpián már meghatározó tagja volt a válogatottnak. A házigazda francia válogatott elleni negyeddöntőben az utolsó másodpercen szerzett góljával mentette döntetlenre a mérkőzést a német válogatott. Uščins azon a mérkőzésen 14 gólt szerzett. Végül az olimpián döntőbe jutott a német csapat és a dánok ellen elszenvedett vereséggel ezüstérmesek lettek. Uščins bekerült a torna All-Star csapatába.

## Sikerei, díjai
- Olimpiai ezüstérmes: 2024
- Junior világbajnok: 2023

- Olimpia All-Star csapatának tagja: 2024
- Az év fiatal kézilabdázója (IHF): 2024[7]